# Caspar Heinrich Bernhard Andersen
Caspar Heinrich Bernhard Andersen (født 3. december 1790 i Rendsborg, død 5. september 1832) var en dansk valdhornist og kgl. kapelmusikus, bror til Johan Carl Friderich Andersen, gift med Birgitte Andersen og far til Clara Andersen.
Andersen var søn af hoboist ved Holstenske Regiment Christian Andersen og Dorothea født Schumacher og blev ansat som valdhornist i Det Kongelige Kapel.
10. februar 1815 ægtede han skuespillerinde Birgitte Elisabeth Olsen (17. december 1791 - 6. februar 1875), datter af teaterkontrollør Ivar Olsen og Elisabeth Jensen, som begge stammede fra Norge.